# Bernice Giduz Schubert
Bernice Giduz Schubert (1913 - 2000) fue una botánica estadounidense. Desarrolló su vida académica durante 53 años, en la Harvard University, como profesora y curadora del herbario.
Realizó muchos viajes de recolección por México y EE. UU., tanto a cuenta del Jardín Botánico de Misuri y el Arnold Arboretum.

## Algunas publicaciones
- 1974. Begoniales. 4 pp.
- 1971. A New Species of Desmodium from Africa. Edición	reimpresa. 3 pp.
- 1955. Alkaloid Hunting. Con John James Willaman

### Libros
- 1987. Flora de Veracruz: Dioscoreaceae. Parte 53. Con Victoria Sosa, Arturo Gómez Pompa. Editor Instituto Nac. de Investigaciones sobre Recursos Bióticos, 46 pp.
- 1966. Aspects of Taxonomy in the Genus Dioscorea. Editor Instituto Nac. de Investigaciones Forestales. 14 pp.
- 1961. Begoniaceae. Con Lyman B. Smith, 29 pp.
- 1950. Una Nueva Begonia argentina. Con Lyman B. Smith
- 1941. Revisión de las especies argentinas del género Begonia. Con Lyman B. Smith. Edición	reimpresa

## Honores
- 1949: beca Guggenheim[2]

- La abreviatura «B.G.Schub.» se emplea para indicar a Bernice Giduz Schubert como autoridad en la descripción y clasificación científica de los vegetales.[3]